# ヴィクラマーディティヤ・シング
ヴィクラマーディティヤ・シング（Vikramaditya	Singh, 1517年 - 1537年）は、北インドのラージャスターン地方、メーワール王国の君主（在位：1531年 - 1537年）。

## 生涯
1517年、メーワール王国の君主サングラーム・シングの息子として、チットールガルで誕生した。
1531年、兄王ラタン・シング2世が死亡したことにより、王位を継承した。
ヴィクラマーディティヤ・シングの治世、メーワール王国は苦難の道にあった。グジャラート・スルターン朝がバハードゥル・シャーのもとで勢力を拡大し、1531年にマールワー・スルターン朝を滅ぼしたのち、メーワール王国にも侵攻するようになった。
1534年、バハードゥル・シャーの軍勢は王都チットールガルを包囲し、守備軍は苦境に立たされた。このとき、サングラーム・シングの寡婦ラーニー・カルナーヴァティーはフマーユーンにラーキーを送って援助を求め、フマーユーンがそれに応じたという伝承があるが、真偽は不明である。ただ、フマーユーンはアーグラからグワーリヤルに移動しており、バハードゥル・シャーはその介入を恐れてヴィクラマーディティヤ・シングと協定を結び、現金と現物からなる多額の賠償を徴収し、チットールガルから撤退した。
だが、1535年にバハードゥル・シャーは再びチットールガルを包囲し、今度は陥落させることに成功した。だが、ムガル帝国の軍勢が接近しつつあることを知ると、バハードゥル・シャーはチットールガル城を捨てて、マールワーへとのがれた。
1537年、ヴィクラマーディティヤ・シングはチットールガルで暗殺された。その後、弟のウダイ・シング2世が王位を継承した。